# 페코스 리그
페코스 리그(Pecos League of Professional Baseball Clubs)는 2010년 창설된 미국 독립 리그이다. 총 9팀으로 이루어져 있다.

## 팀
| 디비전 | 팀                       | 연고지                 | 홈구장               |
| ------ | ------------------------ | ---------------------- | -------------------- |
| 노던   | 라스베가스 트레인 라버스 | 라스베가스, 뉴멕시코   | 로드리게즈 파크      |
| 노던   | 산타페 푸에고            | 산타페, 뉴멕시코       | 포트 마시 파크       |
| 노던   | 가든시티 와일드          | 가든시티, 캔사스       | 클린트 라이트너 필드 |
| 노던   | 트리니다드 트리거스      | 트리니다드, 콜로리도   | 센트럴 파크          |
| 서던   | 알파인 카우보이스        | 알파인, 텍사스         | 코커노트 필드        |
| 서던   | 비르비 블루              | 비르비, 애리조나       | 워런 볼파크          |
| 서던   | 라스크루케스 바케로스    | 라스크루케스, 뉴멕시코 | 아포두카 파크        |
| 서던   | 로스웰 인베이더스        | 로스웰, 뉴멕시코       | 조 바우만 스타디움   |
| 서던   | 화이트샌즈 펍피시        | 앨라모고도, 뉴멕시코   | 그리그스 파크        |